# 山茉莉属
山茉莉属（学名：Huodendron）是安息香科下的一个属，为乔木或灌木植物。该属共有4种，分布于中印半岛至中国西南部和南部。
- 雙齒山茉莉(Huodendron biaristatum)
- 越南山茉莉(Huodendron parvifolium)
- 西藏山茉莉(Huodendron tibeticum)
- 絨毛山茉莉(Huodendron tomentosum)